# Лесковар, Митя
Митя Лесковар (словен. Mitja Leskovar; род. 3 января 1970, Крань, Югославия) — словенский прелат и ватиканский дипломат. Титулярный архиепископ Беневенто с 1 мая 2020. Апостольский нунций в Ираке с 1 мая 2020 по 16 апреля 2024. Апостольский нунций в Демократической Республике Конго с 16 апреля 2024.